# Muchawiec (wieś)
Muchawiec (biał. i ros. Мухавец) – agromiasteczko na Białorusi w rejonie brzeskim obwodu brzeskiego, centrum sielsowietu Muchawiec, ok. 10 km na południowy wschód od Brześcia.
Do 1969 miejscowość nosiła nazwę Futory Romanowskie (biał. Рама́наўскія Хутары́).
Znajdują tu się parafialna cerkiew prawosławna pw. św. Włodzimierza oraz przystanek kolejowy Muchawiec, położony na linii Kijów – Chocisław – Brześć.